# Lorenzo Marcolina
Lorenzo Marcolina (Maniago, 1967) is een Italiaans componist, muziekpedagoog, dirigent, arrangeur en klarinettist.

## Levensloop
Marcolina leerde de klarinet te bespelen bij Giuseppe Brandolisio in de muziekschool van de Banda Filarmonica di Maniago. Hij studeerde aan het Conservatorio Statale di Musica "Jacopo Tomadini" in Udine bij Giuliano Inchiostri, waar hij in 1989 zijn diploma als uitvoerend klarinettist behaalde. Vervolgens studeerde hij klarinet aan het Conservatorio "Giuseppe Verdi" (Torino) in Turijn bij Massimo Mazzone, gevolgd door een aantal cursussen voor kamermuziek bij Danzi en Zuccarini. In 1994 volgde hij de jazz-cursussen van Ralph Lalama en John Mosca aan de Manhattan School of Music in New York. Verder nam hij deel aan masterclasses voor HaFadirectie onder leiding van Jo Conjaerts in Povoletto en van Giancarlo Aleppo in Fara in Sabina.
Als klarinettist was hij verbonden aan het orkest van Belluno en maakte deel uit van diverse kamermuziekensembles, van duo tot octet. Naast het bespelen van de klarinet is hij geïnteresseerd in de saxofoon, moderne muziek en jazz. Hij speelde als solist met verschillende banda's in de regio Friuli en Veneto. Hij werkt samen met de Blue Note Big Band di Treviso en het Zero Orchestra del cinema in Pordenone.
Hij is docent voor klarinet aan het Conservatorio Statale di Musica "Jacopo Tomadini" in Udine. Verder is hij werkzaam voor het Laboratorio di music jazz e contemporanea "Phophonix". 
Als dirigent is hij sinds 1993 verbonden aan de Banda Musicale Angelo Cesaratto di Vivaro en vanaf 1995 bij de L'Associazione Filarmonica Maniago. 
Naast een groot aantal bewerkingen voor banda (harmonieorkest) schreef hij ook eigen werk voor deze orkestvorm en kamermuziek. 

## Composities

### Werken voor banda (harmonieorkest)
- 2000 Non solo Swing
- 2001 Union
- 2001 Zenit
- 2002 Natale Suite - Fantasia di temi natalizi
- 2002 Prima Suite
- 2002 Young Rock
- 2004 Ouverture moderna
- Carinzia, mars
- Venti anni insieme, mars

### Kamermuziek
- Balkan mood, voor vier klarinetten

### Pedagogische werken
- 2001 Suonare il Clarinetto
- Scale ed Arpeggi in tutte le tonalità